# Max Hodge
Max Hodge (ur. 1916, zm. 17 sierpnia 2007 w Los Angeles) – amerykański scenarzysta
Był twórcą postaci Mr Freeze (Pan Mrociciel), czarnego charakteru z serialu telewizyjnego o przygodach Batmana. W latach 60. i 70. XX wieku był autorem oraz współautorem scenariuszy do tak kultowych seriali, jak m.in. Wild Wild West, Dr Kildare, Ironside, Mission: Impossible, The Waltons oraz The Girl From U.N.C.L.E..